# Kassina kuvangensis
Espèce
Synonymes
- Cassiniopsis kuvangensis Monard, 1937 "1936"
- Kassina ingeri Laurent, 1963

Statut de conservation UICN

 LC  : Préoccupation mineure
Kassina kuvangensis est une espèce d'amphibiens de la famille des Hyperoliidae.

## Répartition
Cette espèce se rencontre en Afrique australe, :
- dans l'est de l'Angola ;
- dans le nord de la Zambie.

Sa présence est incertaine dans le sud de la République démocratique du Congo.

## Étymologie
Son nom d'espèce, composé de kuvang et du suffixe latin -ensis, « qui vit dans, qui habite », lui a été donné en référence au lieu de sa découverte, Kuvangu.

## Publication originale
- Monard, 1937 "1936" : Contribution à la batrachologie d'Angola. Bulletin de la Société Neuchâteloise des Sciences Naturelles, vol. 62, p. 5-59 (texte intégral).